# Muzeul de Artă din Piatra Neamț
Muzeul de Artă din Piatra-Neamț este un muzeu județean din Piatra-Neamț, amplasat în Piața Libertății nr. 1. Înfățișează aspecte ale locuinței țărănești tradiționale de pe Valea Bistriței, costumul popular românesc din zonă, principalele meșteșuguri din regiunea subcarpatică a Moldovei (prelucrarea lemnului, țesutul, cojocăritul etc.). Dintre piesele expuse de referință sunt: mobilierul masiv (laițele, masa, patul), soba, bogatele țesături de lână (păretare, scoarțe, culmea de deasupra patului pe care stau hainele de sărbătoare). Baza colecției se constituie din anii ’60, însă numai după decenii mai târziu unitatea devine una de sine stătătoare. Expoziția de bază a fost refăcută în 2013. Frumusețea și diversitatea materialului au permis realizarea unei noi tematici „Anotimpurile satului”, completată - pentru intrarea în atmosfera rurală de la sfârșitul sec. al XIX-lea - de reconstituirea unui interior de locuință țărănească. Având la bază calendarul popular, structura expoziției a permis punerea în valoare a principalelor ocupații dar și a marilor sărbătorii de peste an, elementul de noutate constând în marcarea unor elemente de viața spirituală, pentru introducerea vizitatorului în universul credinței țăranului.  Obiectele sunt expuse fie în ipostaza lor reală, urmărind o reconstituire cât mai aproape de adevăr, fie punând accentul pe frumusețea lor dată de simplitate sau de compoziții ornamentale. Tabloul satului e completat cu fotografii document, realizate în perioada interbelică de marele iubitor al țăranului român, fotograf al Curții Regale a României,  Adolph Chevallier.
Clădirea muzeului este declarată monument istoric, având codul NT-II-m-B-10566. Clădirea a fost construită pentru Școala nr. 1 Piatra Neamț.